# Кубок Білорусі з футболу 2011—2012
Кубок Білорусі з футболу 2011–2012 — 21-й розіграш кубкового футбольного турніру в Білорусі. Титул вдруге здобув Нафтан.

## Календар
| Раунд        | Дата                           | Матчі | Клуби   |
| ------------ | ------------------------------ | ----- | ------- |
| Перший раунд | 14-16 червня 2011              | 16    | 48 → 32 |
| 1/16 фіналу  | 29 червня - 6 вересня 2011     | 16    | 32 → 16 |
| 1/8 фіналу   | 21 вересня - 13 листопада 2011 | 8     | 16 → 8  |
| 1/4 фіналу   | 17-18 березня 2012             | 4     | 8 → 4   |
| 1/2 фіналу   | 25 квітня 2012                 | 2     | 4 → 2   |
| Фінал        | 20 травня 2012                 | 1     | 2 → 1   |

## Перший раунд
| Команда 1                       | Рахунок | Команда 2                |
| ------------------------------- | ------- | ------------------------ |
| 14 червня 2011                  |         |                          |
| Вертикаль (3)                   | 0:2     | Партизан-2 (Мінськ) (3)  |
| 15 червня 2011                  |         |                          |
| Зірка-БДУ (Мінськ) (3)          | 1:2     | Руденськ (2)             |
| Вігвам (Смолевичі) (3)          | 0:1     | Барановичі (2)           |
| Цементник (Красносільський) (А) | 0:4     | Клечеськ (2)             |
| Осиповичі (3)                   | 1:5     | Ліда (3)                 |
| Енергетик (Новолукомль) (А)     | 0:6     | Сморгонь (2)             |
| Жлобин (3)                      | 1:3     | Хімік (Світлогорськ) (2) |
| Комунальник (Слонім) (3)        | 0:3     | Городея (2)              |
| Орша (3)                        | 0:7     | Граніт (Мікашевичі) (2)  |
| Ніка (Мінськ) (А)               | 2:9     | Полоцьк (2)              |
| Береза-2010 (3)                 | 0:1     | Белкард (Гродно) (2)     |
| Гомельзалдортранс (3)           | 6:0     | Лівадія (Дзержинськ) (3) |
| Забудова-2007 (Чисть) (А)       | 0:2     | ДБК-Гомель (2)           |
| Неман (Мости) (3)               | 0:4     | Слуцьк (2)               |
| Кобрин (А)                      | 2:9     | Хвиля (Пінськ) (2)       |
| 16 червня 2011                  |         |                          |
| Белтрансгаз (Слонім) (3)        | 3:1     | Забудова (Молодечно) (3) |

## 1/16 фіналу
| Команда 1                | Рахунок         | Команда 2              |
| ------------------------ | --------------- | ---------------------- |
| 29 червня 2011           |                 |                        |
| ДБК-Гомель (2)           | 0:0 дч пен. 3:4 | СКВІЧ (2)              |
| Полоцьк (2)              | 0:5             | Гомель                 |
| Руденськ (2)             | 2:1             | Торпедо-БелАЗ          |
| Клечеськ (2)             | 1:1 дч пен. 9:8 | Дніпро (Могильов)      |
| Ліда (3)                 | 3:2             | Славія-Мозир (2)       |
| Слуцьк (2)               | 1:2 дч          | Динамо (Мінськ)        |
| Сморгонь (2)             | 0:2             | Німан                  |
| Белкард (Гродно) (2)     | 2:0 дч          | Вітебськ               |
| Граніт (Мікашевичі) (2)  | 0:3             | Динамо-Берестя         |
| Белтрансгаз (Слонім) (3) | 2:4             | Нафтан                 |
| Барановичі (2)           | 2:3             | Партизан (Мінськ) (2)  |
| Хвиля (Пінськ) (2)       | 1:3             | Ведрич-97 (Річиця) (2) |
| Гомельзалдортранс (3)    | 1:5             | Білшина                |
| 22 липня 2011            |                 |                        |
| Городея (2)              | 0:7             | БАТЕ                   |
| 17 серпня 2011           |                 |                        |
| Партизан-2 (Мінськ) (3)  | 2:4             | Мінськ                 |
| 6 вересня 2011           |                 |                        |
| Хімік (Світлогорськ) (2) | 1:3             | Шахтар (Солігорськ)    |

## 1/8 фіналу
| Команда 1              | Рахунок         | Команда 2             |
| ---------------------- | --------------- | --------------------- |
| 21 вересня 2011        |                 |                       |
| Белкард (Гродно) (2)   | 1:2             | СКВІЧ (2)             |
| Нафтан                 | 2:1             | Партизан (Мінськ) (2) |
| Ведрич-97 (Річиця) (2) | 1:2             | Ліда (3)              |
| Руденськ (2)           | 1:3             | Клечеськ (2)          |
| Німан                  | 2:1             | Динамо (Мінськ)       |
| Шахтар (Солігорськ)    | 0:0 дч пен. 4:5 | Гомель                |
| 13 липня 2011          |                 |                       |
| Динамо-Берестя         | 3:1             | БАТЕ                  |
| Мінськ                 | 3:0             | Білшина               |

## 1/4 фіналу
| Команда 1       | Рахунок | Команда 2 |
| --------------- | ------- | --------- |
| 17 березня 2012 |         |           |
| Ліда (3)        | 1:2     | Нафтан    |
| Динамо-Берестя  | 1:2     | Гомель    |
| Клечеськ (2)    | 0:6     | Німан     |
| 13 липня 2011   |         |           |
| СКВІЧ (2)       | 2:3     | Мінськ    |

## 1/2 фіналу
| Команда 1     | Рахунок         | Команда 2 |
| ------------- | --------------- | --------- |
| 3 квітня 2013 |                 |           |
| Нафтан        | 0:0 дч пен. 3:1 | Гомель    |
| Німан         | 0:2             | Мінськ    |

## Фінал
| 20 травня 2012 13:30 (UTC+3) |

| Мінськ                 | 2:2 дч   | Нафтан                 |
| ---------------------- | -------- | ---------------------- |
| Василюк 52' Ковель 76' | Протокол | Шкабара 27' Черних 58' |

| Стадіон «Динамо», Мінськ Глядачів: 9 800 Арбітр: Сергій Цинкевич |

|                                              |     | Пенальті                                                 |  |
| Ковб · Василюк · Макась · Сачивко · Рахманов | 3:4 | Шкабара · Коваленко · Жуковський · Горбачов · Гаврилович |  |